# 27947 Emilemathieu
27947 Emilemathieu (1997 NH3) là một tiểu hành tinh vành đai chính được phát hiện ngày 9 tháng 7 năm 1997 bởi P. G. Comba ở Prescott.